# Lee Valley Giants
I Lee Valley Giants sono stati una squadra di football americano di Londra, in Gran Bretagna. Fondati nel 1984 come Walthamstow Warriors, divennero Lee Valley Warriors nel 1986 e Barbarians l'anno successivo; hanno chiuso nel 1989, dopo aver assunto il nome di Lee Valley Giants.

## Dettaglio stagioni

### Tornei

#### Tornei nazionali

##### Campionato

###### Tabella 1984
| Stagione | regular season | regular season | regular season | regular season | regular season | regular season | playoff | playoff | playoff | playoff | playoff | playoff   | playoff    |
|          | Vin            | Par            | Per            | Tot            | PF             | PS             | Vin     | Per     | Tot     | PF      | PS      | risultato | avversaria |
| -------- | -------------- | -------------- | -------------- | -------------- | -------------- | -------------- | ------- | ------- | ------- | ------- | ------- | --------- | ---------- |
| 1984     | 0              | 0              | 3              | 3              | 0+?            | 86+?           | -       | -       | -       | -       | -       | -         | -          |
| Totale   | 0              | 0              | 3              | 3              | 0+?            | 86+?           | -       | -       | -       | -       | -       |           |            |

Fonti: Enciclopedia del Football - A cura di Roberto Mezzetti

###### Budweiser League Premier Division
| Stagione | regular season | regular season | regular season | regular season | regular season | regular season | playoff | playoff | playoff | playoff | playoff | playoff   | playoff    |
|          | Vin            | Par            | Per            | Tot            | PF             | PS             | Vin     | Per     | Tot     | PF      | PS      | risultato | avversaria |
| -------- | -------------- | -------------- | -------------- | -------------- | -------------- | -------------- | ------- | ------- | ------- | ------- | ------- | --------- | ---------- |
| 1987     | 0              | 0              | 10             | 10             | 26             | 231            | -       | -       | -       | -       | -       | -         | -          |
| Totale   | 0              | 0              | 10             | 10             | 26             | 231            | -       | -       | -       | -       | -       |           |            |

Fonti: Enciclopedia del Football - A cura di Roberto Mezzetti

#### Tornei locali

##### Capital League
| Stagione | regular season | regular season | regular season | regular season | regular season | regular season | playoff | playoff | playoff | playoff | playoff | playoff   | playoff    |
|          | Vin            | Par            | Per            | Tot            | PF             | PS             | Vin     | Per     | Tot     | PF      | PS      | risultato | avversaria |
| -------- | -------------- | -------------- | -------------- | -------------- | -------------- | -------------- | ------- | ------- | ------- | ------- | ------- | --------- | ---------- |
| 1987     | 6              | 1              | 1              | 8              | 254            | 77             | -       | -       | -       | -       | -       | -         | -          |
| Totale   | 6              | 1              | 1              | 8              | 254            | 77             | -       | -       | -       | -       | -       |           |            |

Fonti: Enciclopedia del Football - A cura di Roberto Mezzetti